# Bělečko
Bělečko (německy Klein Bieltsch) je vesnice, část obce Býšť v okrese Pardubice. Nachází se asi 4,5 km na severovýchod od Býště. Prochází zde silnice II/298. Bělečko je také název katastrálního území o rozloze 10,87 km2.

## Historie
Zápis o vesnici pochází z roku 1494. Tento zápis se nachází v urbáři panství Kunětickohoském, který je uložen v Národním muzeu v Praze. Vypovídá o chvojenském panství, jehož tehdejší majitel Jindřich z Minstenberka, syn krále Jiřího z Poděbrad, prodal toho území i s obcemi panu Vilému z Pernštejna. Mezi obcemi je jmenována i obec Bělček Malý (tehdy čítající asi 20 osadníků). Od roku 1588 je obec v urbářích jmenována jako Bělečko Malé, a to až do roku 1617. Od roku 1777 se užívá pouze název Bělečko.

### Významné letopočty
V letech 1880–1881 byla v obci vybudována škola pro děti od 1. do 5. třídy. Škola zde fungovala až do roku 1963. V dnešní době v této budově sídlí Dřevozpracující družstvo pana Záruby.
Dominantou obce je kaplička Nanebevzetí Panny Marie z roku 1822. 
Roku 1926 byl na návsi obce odhalen pomník vojáků padlých v První světové válce.
Rozhodnutím nadřízených orgánů byla od 30. dubna 1976, do té doby samostatná obec Bělečko, sloučena s obcí Býšť. K Býšti byly připojeny ještě obce Hoděšovice a Hrachoviště.
Zajímavý je pohled do minulosti obyvatelstva Bělečka. V roce 1891 žilo v obci přes 500 obyvatel. Roku 1945 pak 320 obyvatel. Od 70. let 20. století to bylo již jen 190 osob, které se hlásily k trvalému pobytu v obci. Roku 1995 se počet trvale přihlášených obyvatel snížil na pouhých 115.

## Ranč Bělečko
Areál byl vybudován v roce 2000.
Vlastník se zabývá provozem restaurace a také chovem hospodářských zvířat. Můžeme zde nalézt krávy, koně, kozy, prasata, kočky, psy a slepice. Také se zde pořádají vyjížďky na koních a ponících a výcvikové kurzy pro děti i dospělé. Ranč nabízí celoroční ustájení pro koně. V roce 2017 zde byla otevřena faremní mlékárna, která se zabývá zpracováním kozího i kravského mléka. Veškerá produkce je v Bio kvalitě.

## Pamětihodnosti
- Kaple Nanebevzetí Panny Marie
- Pomník padlým